# Castelo de Almonecir

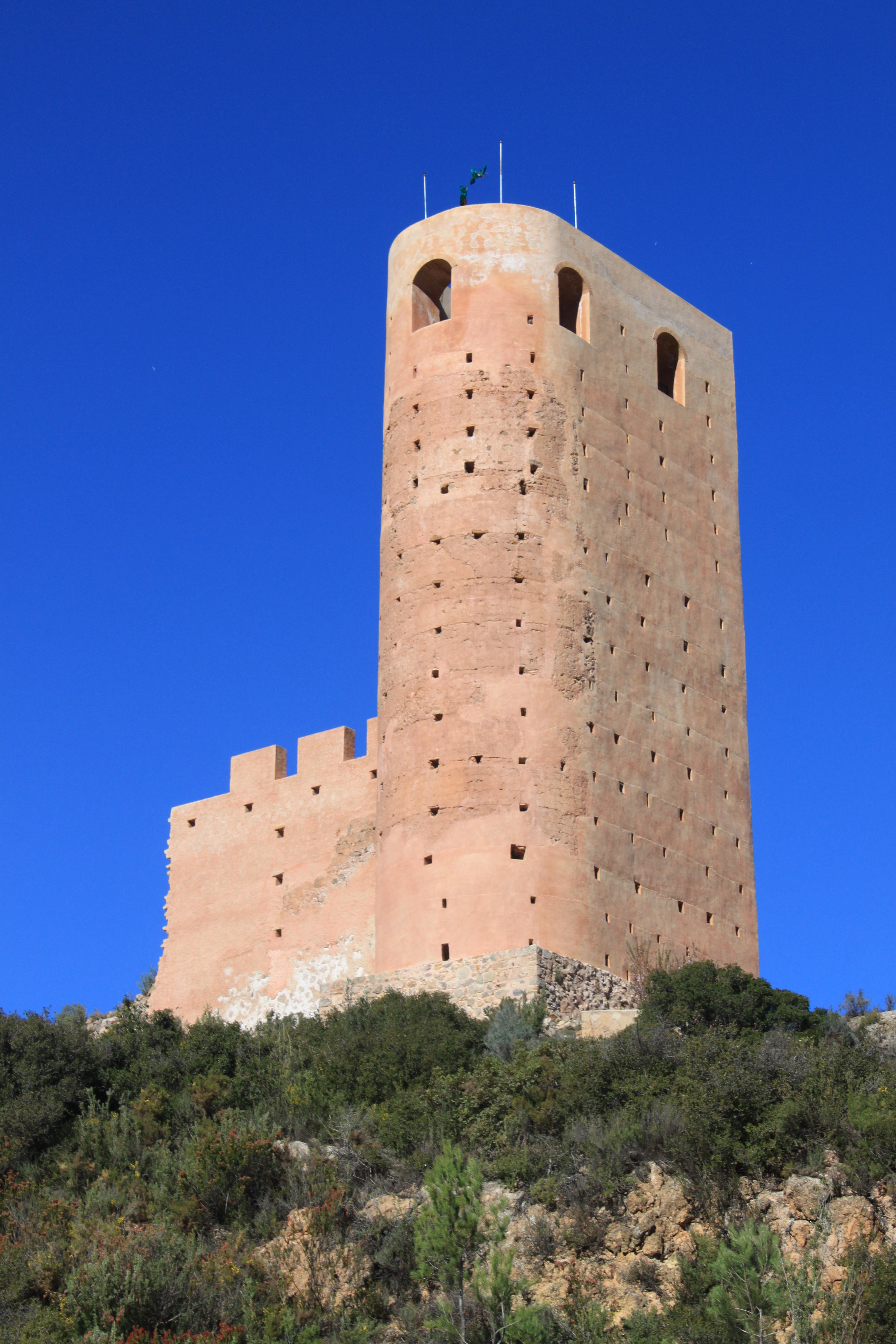
Castelo de Almonecir

O Castelo de Almonecir localiza-se município de Vall de Almonacid, na província de Castellón, comunidade autónoma da Comunidade Valenciana, na Espanha.
Erguido sobre um promontório no centro do vale.

## História
Erguido sobre uma escarpa rochosa no centro do vale, remonta a uma fortificação muçulmana.
Após a Reconquista cristã da região, com o avanço das fronteiras para o Sul, perdeu gradualmente a sua função estratégica, vindo a ser abandonado no século XVI.
As funções político-administrativas que desempenhava passaram a ser desempenhadas em um palácio residencial construído em Vall de Almonacid, mais conveniente e facilmente acessível.

## Características
Castelo de montanha, com planta irregular, é constituído por um recinto rectangular interno, limitado em uma extremidade por uma elevada torre de menagem de planta também rectangular em taipa, com um lado curvo, coroada por ameias e seteiras. Internamente ela é dividida em quatro pavimentos. O pavimento inferior tem acesso independente dos demais, acedidos pela planta principal. Conta ainda com troneiras verticais, de onde se batia a entrada.
Diante da porta há uma esplanada, que configura outro recinto amuralhado do qual se conservam actualmente poucos troços da muralha. Os muros melhor conservados em altura encontram-se de frente para Val, uma vez que ainda há troços em que se conservam ameias e até uma torre intermediária; pelo contrário, pelo lado voltado a Algimia, os muros se encontram mais derruídos. Básicamente o muro alicerça-se sobre a rocha. A muralha é constituída por duas paredes paralelas de alvenaria argamassada, na qual se destacam os cantos arredondados de arenito vermelho, com uma diferença de altura entre o interior e o exterior: as fiadas exteriores sustentam as ameias da interior criando um espaço livre no alto das muralhas que era aproveitado como um adarve.
No interior do castelo abre-se uma cisterna que recolhia as águas pluviais do topo da torre por um conduto ainda visível, e dos telhados das demais edificações adossadas internamente. Diante da cisterna encontrava-se o portão de armas, formando um sistema de acesso em cotovelo, protegido pelo conjunto da torre de menagem – cisterna - torre auxiliar.